# Cmentarz żydowski w Korczynie
Cmentarz żydowski w Korczynie – znajduje się w przysiółku Burkot koło Korczyny. Data jego powstania pozostaje nieznana, do naszych czasów zachowało się kilkaset nagrobków. Cmentarz ma powierzchnię 0,7 ha. Na cmentarzu znajduje się zbiorowa mogiła 123 Żydów i 7 Polaków zabitych w tym miejscu przez Niemców. Teren kirkutu jest ogrodzony.

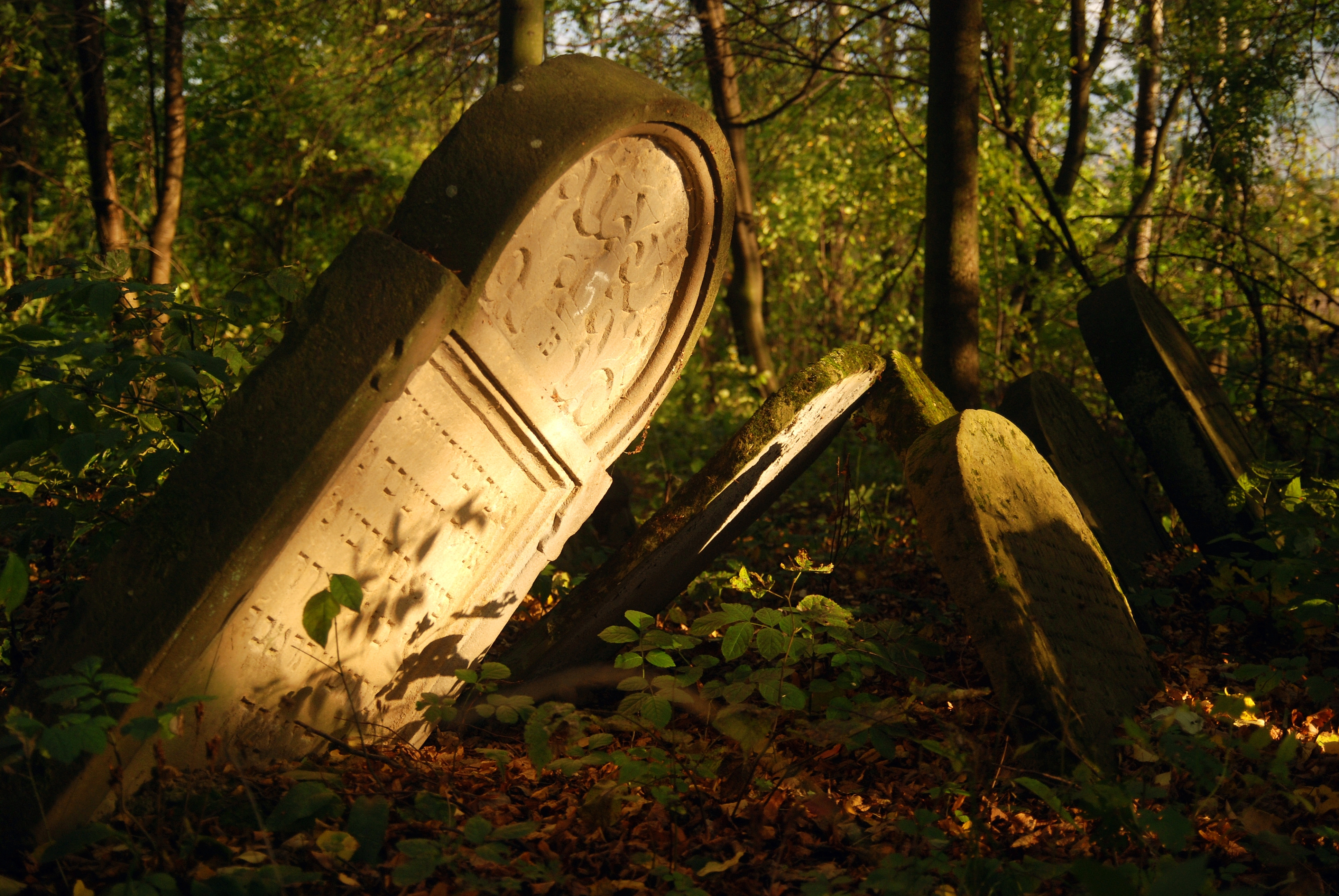
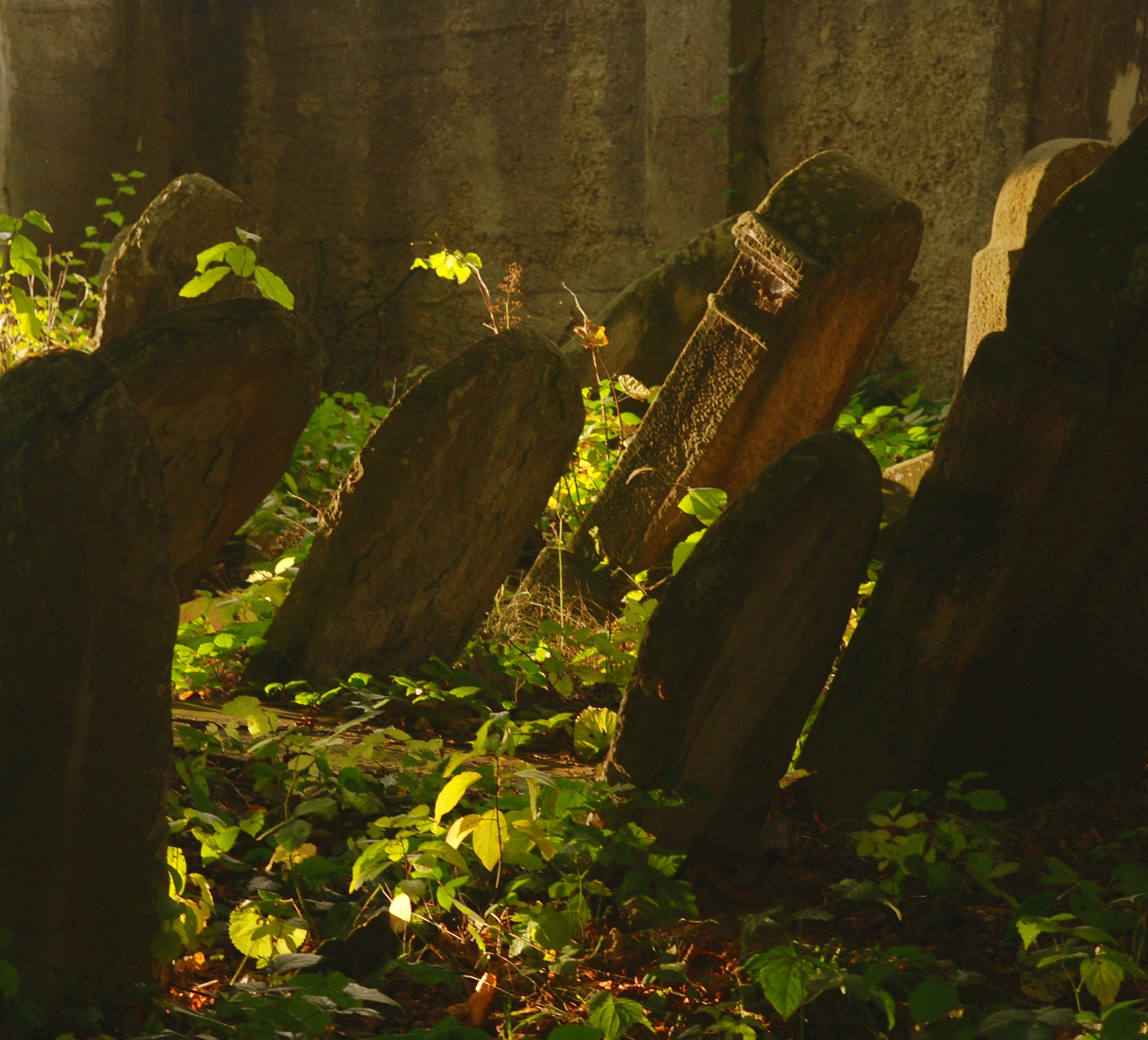
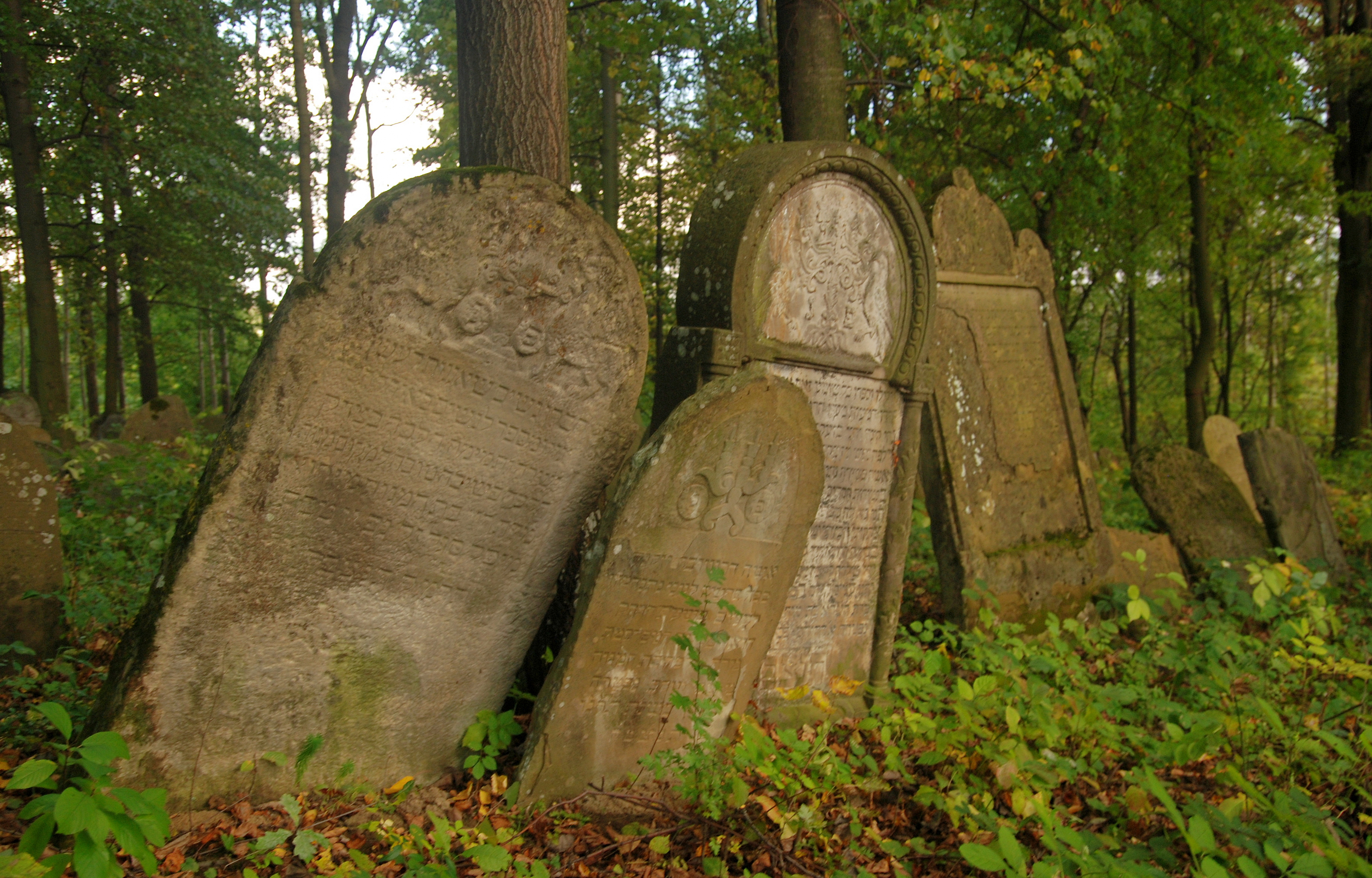